# Hristo Danovo, Plovdiv
Hristo Danovo (în bulgară Христо Даново) este un sat în comuna Karlovo, regiunea Plovdiv,  Bulgaria. 

## Demografie
Componența etnică a satului Hristo Danovo
     Romi (52,11%)
     Turci (14,23%)
     Nicio identificare (4,23%)
     Bulgari (29,41%)
La recensământul din 2011, populația satului Hristo Danovo era de 1.581 locuitori. Din punct de vedere etnic, majoritatea locuitorilor (52,11%) erau romi, existând și minorități de bulgari (29,41%) și turci (14,23%). Pentru 4,23% din locuitori nu este cunoscută apartenența etnică.